# نيل فرازير
نيل فرازير هو سياسي كندي، ولد في 1934.